# Desperate Housewives/Staffel 7
Dieser Artikel enthält alle Episoden der siebten Staffel der US-amerikanischen Dramedy-Serie Desperate Housewives, sortiert nach der US-amerikanischen Erstausstrahlung. Sie wurden vom 26. September 2010 bis zum 15. Mai 2011 auf dem US-amerikanischen Sender ABC gesendet. Die deutschsprachige Erstausstrahlung sendeten der Schweizer Free-TV-Sender SRF zwei und der österreichische Free-TV-Sender ORF eins vom 10. Januar 2011 bis zum 24. Oktober 2011. Die siebte Staffel lebt die Ereignisse der ersten Staffel wieder auf und erzählt die Geschichte von Paul Young und Felicia Tilman weiter. Paul Youngs mysteriöses Vorhaben ist das siebte und vorletzte Staffelgeheimnis der preisgekrönten Serie.

## Episoden
| Nr. (ges.) | Nr. (St.) | Deutscher Titel                             | Originaltitel                             | Erstausstrahlung USA | Deutschsprachige Erstausstrahlung (AT/CH) | Regie            | Drehbuch                        |
| --- | --------- | ------------------------------------------- | ----------------------------------------- | -------------------- | ----------------------------------------- | ---------------- | ------------------------------- |
| 135 | 1         | Wer erinnert sich an Paul?                  | Remember Paul?                            | 26. Sep. 2010        | 10. Jan. 2011                             | David Grossman   | Marc Cherry                     |
| Die Nachbarschaft gerät in Aufruhr, nachdem Karen Paul entdeckt und der gesamten Nachbarschaft erzählt, dass er wieder zurückgekommen ist. Nachdem Susan und Mike ihr Appartement begutachtet haben, lernt Susan ihre Vermieterin Maxine kennen, die sie dazu bringt vor der Webcam in Dessous zu putzen. Nachdem Bree Gabrielle davon erzählt, dass Andrew ihre Schwiegermutter umgefahren hat, bekommt sie ein schlechtes Gewissen es vor Carlos zuverheimlichen. Carlos bekommt währenddessen vom Krankenhaus die Nachricht übermittelt, dass Juanita bei der Geburt vertauscht wurde, was Carlos ebenfalls Gabrielle nicht erzählen will. Nach der Trennung von Orson stürzt Bree sich in ein neues Projekt und beginnt mit Hilfe von Keith ihre Wohnung umzugestalten. Lynette bekommt Besuch von ihrer Freundin Renee, mit der sie jedoch schon bald zu Streiten anfängt. |           |                                             |                                           |                      |                                           |                  |                                 |
| 136 | 2         | Mehr als nur Sex                            | You Must Meet My Wife                     | 3. Okt. 2010         | 10. Jan. 2011                             | Larry Shaw       | Dave Flebotte                   |
| Susan hat Anfangs Hemmungen freizügig vor der Webcam zu posieren, doch eine große Finanzspritze hilft ihr dies zu vergessen. Nachdem Bree Juanita angefahren hat und sich im Krankenhaus herausstellt, dass Juanita eine andere Blutgruppe als ihrer Eltern hat, vermutet Gabby, dass sie Carlos vor Jahren während eines Urlaubs betrogen hat und sich nicht mehr daran erinnert, weil sie zu betrunken war. Als sie Carlos den vermeintlichen Fehltritt beichtet, erzählt Carlos ihr, dass Juanita vertauscht wurde. Lynette ist eifersüchtig auf Renee, die versucht sich um Toms Probleme zu kümmern. Es zeigt sich, dass Tom und Renee ein gemeinsames Geheimnis haben. Renee zieht schließlich in Edies altes Haus. Nachdem Pauls Frau Beth in die Whisteria Lane gezogen ist, ist Paul verärgert darüber, dass seine Frau ihm den Beischlaf verweigert. |           |                                             |                                           |                      |                                           |                  |                                 |
| 137 | 3         | Das Streben nach Glück                      | Truly Content                             | 10. Okt. 2010        | 17. Jan. 2011                             | Tara Nicole Weyr | Matt Berry                      |
| Susan beginnt einen Streit mit einer Nachbarin, die ebenfalls für Maxines Onlinedienste arbeitet. Gabrielle beschließt Bob zu bitten, die Familie zu finden, die ihr leibliches Kind hat. Als Carlos davon erfährt, ist er enttäuscht von Gabrielle und droht mit der Scheidung. Bree und Renee buhlen um das Herz von Keith. Nachdem Tom aufgrund seiner Depressionen Drogen verschrieben bekommt, vertauscht Lynette diese mit Oregano. |           |                                             |                                           |                      |                                           |                  |                                 |
| 138 | 4         | Die Handtasche einer Frau                   | The Thing That Counts is What's Inside    | 17. Okt. 2010        | 24. Jan. 2011                             | David Grossman   | Jason Ganzel                    |
| Susan muss erfahren, dass sich die Bedingungen ihres Nebenjobs verändert haben. Gabrielle lernt ihre leibliche Tochter Grace kennen. Bree und Renee versuchen sich gegenseitig auszustechen, indem sie Schwachstellen der anderen ausnutzen. Lynette genießt es, dass Penny sich um Paige kümmert, doch als Penny ihre kleine Schwester mit in die Schule nimmt, muss Lynette einsehen, dass dies nicht der richtige Weg ist. Paul kauft sein altes Haus und fragt Karen, ob er auch ihr Haus kaufen könne, was das Misstrauen seiner Frau Beth weckt. |           |                                             |                                           |                      |                                           |                  |                                 |
| 139 | 5         | Let Me Entertain You                        | Let Me Entertain You                      | 24. Okt. 2010        | 31. Jan. 2011                             | Lonny Price      | Josann McGibbon & Sara Parriot  |
| Paul erfährt von Susans Nebenerwerb als Erotikescort und droht ihr ihren Ruf zu ruinieren, sollte sie ihm nicht ihr Haus verkaufen. Gabrielle und Renee fangen einen erbitterten Streit an, nachdem beide ein gut behütetes Geheimnis der anderen weitererzählt haben. Bree ist überfordert mit Keiths ständiger Lust zum Sex. Lynette ist nicht begeistert, als ihre Schwiegermutter in der Wisteria Lane auftaucht. |           |                                             |                                           |                      |                                           |                  |                                 |
| 140 | 6         | Schreckgespenster                           | Excited and Scared                        | 31. Okt. 2010        | 7. Feb. 2011                              | Jeff Greenstein  | Jeff Greenstein                 |
| Susan erzählt Mike von ihrem Nebenjob, damit Paul sie nicht mehr erpressen kann und legt ihm die Kündigung des Mietvertrages vor. Doch Paul rächt sich und erzählt in Susans Schule von ihrem Nebenjob. Susan wird gefeuert. Daraufhin muss Mike nach Alaska gehen, um dort Geld zu verdienen. Gabrielle bemerkt nicht, dass sie Juanita verletzt, indem sie ihre volle Aufmerksamkeit Grace schenkt. Bree bemerkt, dass Keith Probleme hat seine Aggressionen in den Griff zu bekommen. Lynette und Tom müssen erkennen, dass Toms Mutter an Demenz erkrankt ist. |           |                                             |                                           |                      |                                           |                  |                                 |
| 141 | 7         | Eine demütigende Geschichte                 | A Humiliating Business                    | 7. Nov. 2010         | 14. Feb. 2011                             | Larry Shaw       | Marco Pennette                  |
| Nachdem Lynette und Renee eine Architekturfirma gründen, bitten sie Susan um ihre Mithilfe. Als Susan jedoch merkt, dass sie nur als Paiges Kinderfrau eingestellt wurde, nagt dies an ihrem Selbstbewusstsein. Gabrielle beginnt eifersüchtig zu werden, nachdem Carlos viel Zeit mit Bob verbringt. Schließlich begreift sie jedoch, dass Bob sich nur einsam fühlt, und schafft es, Bob und Lee wieder zusammenzubringen. Bree erfährt, dass sie in den Wechseljahren ist. Als sich Keiths Mutter als ihre Frauenärztin herausstellt, wird das gemeinsame Abendessen zum Desaster. |           |                                             |                                           |                      |                                           |                  |                                 |
| 142 | 8         | Dankbarkeit                                 | Sorry Grateful                            | 14. Nov. 2010        | 21. Feb. 2011                             | David Grossman   | Annie Weisman                   |
| Susan und Lynette streiten sich über die Erziehung von Paige. Gabrielle wird nach Hectors Ausweisung bewusst, dass sie Grace vielleicht bald nie mehr wieder sehen könnte. Bree steht Keith bei, nachdem seine Eltern sich scheiden lassen wollen. Beth gesteht Felicia, dass sie Gefühle für Paul entwickelt hat, was Felicia nicht verstehen kann. |           |                                             |                                           |                      |                                           |                  |                                 |
| 143 | 9         | Schöne heile Welt                           | Pleasant Little Kingdom                   | 5. Dez. 2010         | 28. Feb. 2011                             | Arlene Sanford   | Dave Flebotte                   |
| Susan erfährt von der betrunkenen Renee, dass diese ein Verhältnis mit Tom hatte. Gabrielle muss aufgrund der Ausweisung Abschied von ihrer Tochter Grace nehmen, was ihr sehr schwerfällt. Bree und Keith bemerken, wie Keits Vater Richard sich in ihr Leben hineindrängt. Lynette ist aufgebracht, nachdem Tom ihr vorwirft, dass sie ihn zu wenig vor ihren Freundinnen lobt. Karen bemerkt, dass Paul in der Wisteria Lane eine offene Vollzugsanstalt unterbringen will. Bei einer Nachbarschaftsversammlung stellt sich heraus, dass Paul nur noch ein Haus zu kaufen braucht, damit er die Mehrzahl der Stimmen bekommt. Die Situation eskaliert, da sich niemand mehr sicher sein kann, dass nicht einer ihrer Nachbarn das Haus an Paul verkauft. |           |                                             |                                           |                      |                                           |                  |                                 |
| 144 | 10        | Der Aufstand                                | Down the Block There's a Riot             | 12. Dez. 2010        | 7. März 2011                              | Larry Shaw       | Bob Daily                       |
| Paul intrigiert gegen Lee und erzählt diesem, dass Mitzi ihm ihr Haus bereits vermacht hätte und Paul somit die Mehrheit der Stimmen besitzt, was dazu führt, dass Lee ihm das Haus verkauft, da er sich in der Nachbarschaft nicht mehr wohl fühlt. Beim Einweihungstag demonstrieren die Bewohner, bekommen jedoch auch Hilfe von Schlägern. Nachdem Bree Keith davon erzählt, wie sie von Richard belästigt wurde, prügelt Keith sich mit seinem Vater auf offener Straße. Die Schläger nutzen dies aus und greifen ein. Nachdem Bree mit ihrer Waffe einen Warnschuss abgibt, kommt es zu einer Massenpanik. Gabrielle und Carlos suchen im Getümmel Juanita, die herausgefunden hat, dass sie nicht die leibliche Tochter der Solis’ ist. Gabrielle rettet ihre Tochter aus dem Auto von Bob und Lee, welches fast zertrümmert wurde. Lynette hilft Lee, obwohl dieser für die Lage verantwortlich ist. Susan wird während des Aufstands stark getreten und liegt bewusstlos auf der Straße. In der Nacht darauf wird Paul von einer unbekannten Person angeschossen. |           |                                             |                                           |                      |                                           |                  |                                 |
| 145 | 11        | Attentäter                                  | Assassins                                 | 2. Jan. 2011         | 14. März 2011                             | David Warren     | John Paul Bullock III           |
| Susan muss mit der Gewissheit leben, ohne eine geeignete Niere vielleicht bald sterben zu können. Juanitas Therapeutin rät Gabrielle Grace aus ihrem Leben zu entfernen. Gabrielle fällt es schwer ihre Fotos abzuhängen. Schließlich besorgt sie sich eine Puppe, die eine große Ähnlichkeit mit Grace hat. Bree bekommt Besuch von ihrem Ex-Mann Orson, der Bree zurückhaben will. Orsons Anwesenheit führt zu einem Streit zwischen Keith und Bree. Lynette erfährt von Renee, dass Tom und Renee vor zwanzig Jahren miteinander geschlafen haben. Paul erfährt, dass Beth die Tochter von Felicia ist. |           |                                             |                                           |                      |                                           |                  |                                 |
| 146 | 12        | Einsamkeit                                  | Where Do I Belong?                        | 9. Jan. 2011         | 21. März 2011                             | David Grossman   | David Schladweiler              |
| Gabrielle baut eine tiefe Bindung zu ihrer Puppe auf, die sie als ihre Tochter Grace ansieht. Susan ist zunächst enttäuscht, als sie erfährt, dass ihre Mutter ihr keine Niere spenden will. Doch dann merkt sie, dass Sophie selbst schwer erkrankt ist. Bree bekommt von ihrem Pfarrer ans Herz gelegt, sich um Beth Young zu kümmern. So lädt Bree sie zu einem Frauenabend ein. Dort schmuggelt Pauls Sohn Zach jedoch unbemerkt jenen Revolver in Brees Haus, mit dem Paul angeschossen wurde. Sowohl Beth als auch die Hausfrauen glauben gegenseitig betrogen worden zu sein. Lynette stellt Tom Fallen und rächt sich somit an seinem Seitensprung mit Renee. |           |                                             |                                           |                      |                                           |                  |                                 |
| 147 | 13        | Die Puppe                                   | I'm Still Here                            | 16. Jan. 2011        | 21. März 2011                             | Lonny Price      | Josann McGibbon & Sara Parriott |
| Gabrielle kann sich nicht von ihrer Puppe trennen. Dies führt dazu, dass sie von einem Autoentführer beinahe erschossen wurde, da Gabrielle nicht ohne ihre Puppe aus dem Wagen aussteigen will. Susan lernt bei der Dialyse einen Patienten kennen, dessen Art sie nicht verstehen kann. Bree lernt Amber James kennen, die mit Keith einen Sohn hat, von dem Keith jedoch nichts weiß. Aus Angst Keith zu verlieren erzählt sie Amber, dass Keith kein Interesse an der Familie habe. Lynette lernt den neuen Mann ihrer Mutter kennen, der durch seine unfreundliche und rassistische Art negativ auffällt. Renee wird von Bob und Lee als Innenarchitektin für das Zimmer ihrer Tochter angestellt. Als Bob und Lees Adoptivtochter Jenny in der Wisteria Lane eintrifft, bittet Lee Renee, als weibliche Bezugsperson für Jenny da zu sein. |           |                                             |                                           |                      |                                           |                  |                                 |
| 148 | 14        | Der Spender                                 | Flashback                                 | 13. Feb. 2011        | 22. Aug. 2011                             | Andrew Doerfer   | Matt Berry                      |
| Gabrielle beginnt bei der Therapie auch ihr Kindheitstrauma zu verarbeiten. Susan trifft auf ihren alten Schulkollegen Monroe, der ihr eine Niere spenden will. Als sich Monroe jedoch als Stalker herausstellt, verzichtet Susan darauf und bricht den Kontakt zu ihm ab. Bree kann ihr schlechtes Gewissen nicht mehr ertragen und erzählt Keith von seinem Sohn. Lynette erklärt sich bereit, den bei einem Fototermin auf ihrer Couch verstorbenen Frank bis zum nächsten Morgen in ihrer Wohnung aufzubewahren, damit Stella an sein Erbe gelangt. Mike und Paul bemerken, dass Zach versucht hat, Paul umzubringen. Gemeinsam besuchen sie Zach, um ihm zu helfen. |           |                                             |                                           |                      |                                           |                  |                                 |
| 149 | 15        | Zuhause                                     | Farewell Letter                           | 20. Feb. 2011        | 29. Aug. 2011                             | David Grossman   | Marco Pennette                  |
| Gabrielle fährt mit Carlos in ihren Heimatort, um dort ihr Trauma aufzuarbeiten. Susan erfährt, welche Vorteile es haben kann, gehandicapt zu sein. Bree beschließt, dass es besser wäre sich von Keith zu trennen, damit Keith zu seinem Sohn ziehen und sich dort um ihn kümmern kann. Lynette ist entschlossen, Porter und Preston selbstständig werden zu lassen und fordert, dass beide ausziehen. Paul und Mike bringen Zach in eine Psychiatrie. Anschließend wirft Paul Beth aus seinem Haus und verkündet ihr, dass er von ihrer wahren Identität weiß. |           |                                             |                                           |                      |                                           |                  |                                 |
| 150 | 16        | Der Sinn des Lebens                         | Searching                                 | 6. März 2011         | 5. Sep. 2011                              | Larry Shaw       | Jeff Greenstein                 |
| Gabrielle beginnt mit Lee einen Konkurrenzkampf um ihre Kinder zu führen. Dabei vergisst Gabrielle jedoch, dass Kinder nicht makellos sind. Mike ist aufgebracht, nachdem sich der vorgezogene Hochzeitstag mit Susan als Desaster herausstellt. Renee erzählt Lynette von ihrem Kinderwunsch. Nachdem Renee Paige jedoch während eines Babysittings mit auf ein Treffen nimmt, macht Lynette ihr klar, dass man für Kinder Opfer bringen muss. Bree organisiert in der Nachbarschaft einen Nierentransplantationstest für Susan. Sie und Beth Young sind geeignete Spender. Nachdem sowohl Felicia als auch Paul sich von Beth abgewandt haben und sie keinen Sinn mehr sieht zu leben, erschießt sich Beth im Krankenhaus, kurz nachdem sie ihre Transplantationsunterlagen abgegeben hat. |           |                                             |                                           |                      |                                           |                  |                                 |
| 151 | 17        | Alles ist anders, nichts hat sich verändert | Everything's Different, Nothing's Changed | 3. Apr. 2011         | 12. Sep. 2011                             | David Warren     | Annie Weisman                   |
| Gabrielle versteht nicht, warum Renee trotz Beths Selbstmord noch ihre Frühlingsfeier ausrichten will, bis sie erfährt, wie stark Renee unter dem Thema Selbstmord leidet. Susan ist traurig, dass Paul es verweigert, Beths Niere an Susan zu geben. Schließlich ändert Paul jedoch seine Meinung und stellt Beths lebenserhaltende Maßnahmen ab. Felicia wird nach dem Tod ihrer Tochter aus dem Gefängnis entlassen. Bree kümmert sich um ihren alkoholkranken Sohn Andrew, der von Alex verlassen wurde. Lynette versucht Tom davon zu überzeugen, seine Loyalität zu Carlos aufzugeben und einen besser bezahlten Job anzunehmen. |           |                                             |                                           |                      |                                           |                  |                                 |
| 152 | 18        | Momente im Wald                             | Moments in the Woods                      | 17. Apr. 2011        | 19. Sep. 2011                             | David Grossman   | John Paul Bullock III           |
| Andrew beschließt Carlos nach 12 Jahren zu beichten, dass er für den Tod seiner Mutter verantwortlich ist. Als Carlos davon erfährt, beschließt er Andrew aufgrund seiner jugendlichen Unreife zu verzeihen, jedoch will er nichts mehr mit Bree zu tun haben und verbietet ihr den Kontakt zu Gabrielle. Susan begreift nicht, warum sie eine ständige Glückssträhne hat und beginnt dies ungerecht zu finden. Lynette genießt es, die finanziellen Vorteile eines Ehemanns in einer Führungsposition zu haben, jedoch bemerkt sie auch, dass ihre Liebe dadurch ziemlich strapaziert wird. Felicia zieht in die Wisteria Lane und fordert von Paul gegenseitiges Vertrauen. |           |                                             |                                           |                      |                                           |                  |                                 |
| 153 | 19        | Schlecht verborgene Lügen                   | The Lies III-Concealed                    | 24. Apr. 2011        | 26. Sep. 2011                             | Larry Shaw       | David Schladweiler              |
| Gabrielle und Bree halten ihre Treffen zunächst vor Carlos geheim, doch als er dahinterkommt, muss sich Gabrielle zwischen ihrer Liebe und ihrer Freundschaft entscheiden. Susan beginnt Mitleid für Paul zu empfinden und sucht zum Leidwesen von Mike den Kontakt zu ihm. Lynette schafft es nicht sich mit dem Leben als Ehefrau eines reichen Mannes zurechtzufinden. Felicia nimmt Kontakt zu Karen auf. Man erfährt, dass Karen die ganzen Jahre gewusst hat, dass Felicia nicht tot ist. |           |                                             |                                           |                      |                                           |                  |                                 |
| 154 | 20        | Gift                                        | I'll Swallow Poison on Sunday             | 1. Mai 2011          | 3. Okt. 2011                              | David Warren     | Jason Ganzel                    |
| Nachdem Carlos Juanita erzählt hat, dass Bree am Tod ihrer Großmutter beteiligt war, beginnt Juanita zu glauben, Bree könnte auch sie umbringen. Bei einem Anruf bei der Polizei trifft Bree erstmals auf Chuck Vance. Gabrielle beginnt zu Carlos zurückzukehren. Susan bekommt bei der Zubereitung von Pauls Essen Hilfe von Felicia, nicht ahnend, dass Felicia in Pauls Nahrung Gift mischt. Lynette beginnt erneut zu begreifen, wie sehr sich Tom verändert hat, nachdem sie mit Renee von ihm engagiert wurde, sein Büro neu zu gestalten. |           |                                             |                                           |                      |                                           |                  |                                 |
| 155 | 21        | Albträume                                   | Then I Really Got Scared                  | 8. Mai 2011          | 10. Okt. 2011                             | Larry Shaw       | Valerie A. Brotski              |
| Susan versucht ihren Job wieder zu bekommen und muss dafür die Gunst der Elternvertretung erlangen. Paul glaubt währenddessen, dass Susan ihn vergiftet hat und lässt sie vor der gesamten Schule von der Polizei abführen. Gabrielle glaubt ihrer Tochter nicht, dass ein mysteriöser Mann ihr Haus beschattet. Bree beginnt eine Beziehung mit dem Polizisten Chuck. Lynette und Tom führen einen weiteren heftigen Streit, der ihre Ehe in Frage stellt. |           |                                             |                                           |                      |                                           |                  |                                 |
| 156 | 22        | Trügerische Sicherheit                      | And Lots of Security... (1)               | 15. Mai 2011         | 17. Okt. 2011                             | David Grossman   | Joe Keenan                      |
| Obwohl Susan zunächst festgenommen wird, kann man Felicia als Täterin für Pauls Vergiftung identifizieren. Felicia flieht vor der Polizei, versucht jedoch vorher noch Paul umzubringen, was Susan verhindert. Felicia flieht und stirbt am nächsten Tag bei einem Autounfall. Paul gesteht Susan vor seiner Verhaftung, dass er Martha tatsächlich getötet hat. Gabrielle bemerkt, dass ihr totgeglaubter Stiefvater sie verfolgt und beginnt für einen Waffenschein zu trainieren. Bree stellt ihre Beziehung zu Chuck in Frage in Frage, nachdem Lee sie überzeugen will, dass Chuck schwul sei. Lynette und Tom wollen einen gemeinsamen Urlaub miteinander verbringen, um ihre Ehe zu retten, was aber fehlschlägt. |           |                                             |                                           |                      |                                           |                  |                                 |
| 157 | 23        | Partytime                                   | Come on Over for Dinner (2)               | 15. Mai 2011         | 24. Okt. 2011                             | Larry Shaw       | Bob Daily                       |
| Um Susan wieder gebührend in der Wisteria Lane zu empfangen, richten ihre Nachbarn eine Dinnerparty für Susan und Mike aus. Lynette und Tom beschließen, sich zu trennen. Bree und Chuck genießen ihre ersten Intimitäten. Gabrielle wird am Dinnerabend von ihrem Stiefvater in ihrem Haus überrascht. Da Alejandro sie vergewaltigen will, erschlägt Carlos ihn mit einem Kerzenständer. Lynette, Gabrielle, Susan und Bree bekommen die Tragödie mit und beginnen die Tat zu vertuschen, ehe der Rest der Nachbarschaft davon erfährt. |           |                                             |                                           |                      |                                           |                  |                                 |

### Episodenbesonderheiten
| Nr. | Episode                                                                                 | Besonderheit |
| --- | --------------------------------------------------------------------------------------- | --- |
| 1   | Wer erinnert sich an Paul? (Remember Paul?)                                             | Erste Folge der siebten Staffel. Felicia Tilman gehört ab dieser Folge wieder zum festen Cast der Serie, ebenso wie Vanessa Williams als Renee Perry, die ab dieser Folge als fünfte Hausfrau fungiert. Bei einem Flashback am Anfang der Episode trifft man auf verstorbene Charaktere wie Rex Van de Kamp und Martha Huber. |
| 2   | Mehr als nur Sex (You Must Meet My Wife)                                                | Beth Young taucht in dieser Episode erstmals auf. Die letzte Folge, in der Edie Britt erwähnt wird. |
| 3   | Das Streben nach Glück (Truly Content)                                                  | |
| 4   | Die Handtasche einer Frau (The Thing That Counts is What's Inside)                      | Die Familie Sanchez taucht in dieser Folge erstmals auf. Danielle Katz und ihr Sohn tauchen in dieser Folge einmalig für einen Gastauftritt in dieser Staffel auf. |
| 5   | Let Me Entertain You (Let Me Entertain You)                                             | Einzige Folge, in der der Originaltitel identisch mit dem englischen Titel ist. |
| 6   | Schreckgespenster (Excited and Scared)                                                  | Jeff Greenstein, der in dieser Folge Regie führt, verfasste auch das Drehbuch für diese Folge. |
| 7   | Eine demütigende Geschichte (A Humiliating Business)                                    | Richard Watson ist in dieser Folge erstmals zu sehen. Man erfährt, dass Karen und Roy mittlerweile verheiratet sind. |
| 8   | Dankbarkeit (Sorry Grateful)                                                            | |
| 9   | Schöne heile Welt (Pleasant Little Kingdom)                                             | Die Familie Sanchez hat in dieser Folge ihren letzten Auftritt. |
| 10  | Der Aufstand (Down the Block There's a Riot)                                            | Fünfte und letzte Katastrophenfolge. Erste Katastrophenfolge, in der niemand stirbt. |
| 11  | Attentäter (Assassins)                                                                  | |
| 12  | Einsamkeit (Where Do I Belong?)                                                         | Cody Kasch als Zach Young taucht zum ersten Mal seit Staffel 3 wieder in der Serie auf. Auch Julie Mayer und Sophie Bremmer haben in dieser Folge einen Gastauftritt. Dies ist Andrea Bowens einziger Auftritt der Staffel sowie Lesley Ann Warrens letzter Auftritt in der Serie.                                            |
| 13  | Die Puppe (I'm Still Here)                                                              | Dallas-Legende Larry Hagman hat in dieser Folge einen Gastauftritt. Dadurch ist auch Polly Bergen als Stella Wingfield wieder in der Serie zu sehen, die Hagmans Ehefrau verkörpert. Außerdem treten in dieser Folge erstmals Amber James, Charlie James sowie Bob und Lees Adoptivtochter Jenny auf.                         |
| 14  | Der Spender (Flashback)                                                                 | Polly Bergen als Stella Wingfield hat in dieser Folge ihren letzten Auftritt. |
| 15  | Zuhause (Farewell Letter)                                                               | Beginn des Staffelgeheimnisses der achten Staffel. |
| 16  | Der Sinn des Lebens (Searching)                                                         | Beth Young erschießt sich in dieser Episode. Dies ist die zweite Ehefrau von Paul, die sich mit einem Revolver in den Kopf schießt. |
| 17  | Alles ist anders, nichts hat sich verändert (Everything's Different, Nothing's Changed) | Alex Cominis tritt erstmals seit der fünften Staffel wieder in Erscheinung, wenngleich es auch sein letzter Auftritt ist. Beth Young stirbt in dieser Episode, da die lebenserhaltenden Geräte abgeschaltet wurden. Ebenfalls sind Mitzy Kinsky und Craig Lynnwood zum letzten Mal in der Serie zu sehen.                     |
| 18  | Momente im Wald (Moments in the Woods)                                                  | Das Geheimnis um den Tod von Juanita Solis wird in dieser Folge gelüftet, nachdem es Carlos sieben Jahre unklar war, wer seine Mutter getötet hat. Somit ist dieses Geheimnis das am längsten geheim gehaltene in der Geschichte der Serie.                                                                                   |
| 19  | Schlecht verborgene Lügen (The Lies III-Concealed)                                      | |
| 20  | Gift (I'll Swallow Poison on Sunday)                                                    | Jonathan Cake als Chuck Vance hat in dieser Folge seinen ersten Auftritt. Er wird eine wichtige Figur in Staffel 8. |
| 21  | Albträume (Then I Really Got Scared)                                                    | Tony Plana als Alejandro Perez taucht in dieser Folge erstmals auf. Er ist der Grund für das achte und finale Staffelgeheimnis. |
| 22  | Trügerische Sicherheit (And Lots of Security...)                                        | Harriett Harris als Felicia Tilman ist in dieser Folge zum letzten Mal zu sehen. Sie stirbt vermutlich bei einem Autounfall. |
| 23  | Partytime (Come on Over for Dinner)                                                     | In der Folge stirbt Alejandro Perez. Sein Tod ist das Geheimnis in Staffel 8. |

### Staffelgeheimnis: Pauls und Felicias Rache
Das große Geheimnis der siebten Staffel von Desperate Housewives handelt von Rache. Paul Young will sich an seiner Nachbarschaft dafür rächen, dass sie ihn nicht bei seinem Gerichtsprozess unterstützt haben. Felicia hingegen plant eine Vergeltung an Paul Young mit Hilfe ihrer Tochter Beth, da Paul Felicias Schwester Martha umgebracht hat. Die Auflösung des Geheimnisses kann man im Hauptartikel vorfinden.
Folgende Liste zeigt die Fakten, die in den einzelnen Episoden enthüllt worden.
| Folge | Entdeckung |
| ----- | --- |
| 1     | Paul kommt aus dem Gefängnis, nachdem Felicia von der Polizei gefasst wurde. |
| 1     | Paul ist verärgert über seinen alten Nachbarn, da ihn niemand bei seinem Prozess unterstützt hat. |
| 1     | Nach dem Auszug der Familie Bolen kauft Paul sein altes Haus wieder. |
| 1     | Paul verfolgt einen Plan, an dem er 10 Jahre lang im Gefängnis gearbeitet hat. |
| 1     | Felicia verfolgt einen Plan, nach dem Paul in 6 Monaten tot sein soll. |
| 2     | Pauls neue Ehefrau Beth kommt in die Wisteria Lane. |
| 2     | Beth wirkt bei Paul unsicher und will nicht mit ihm schlafen. |
| 3     | Paul will Karen McCluskey überreden, ihm ihr Haus zu verkaufen. |
| 5     | Paul will auch Susans Haus kaufen, selbst über dem Marktpreis. |
| 5     | Paul will mit seinem Plan die Nachbarn gegeneinander aufhetzen. |
| 6     | Beth ist aus Berechnung mit Paul zusammen und verfolgt ebenfalls einen Plan. |
| 7     | Paul bekommt Besuch von einem Zellengenossen, der als neuer Nachbar in die Wisteria Lane einzieht. |
| 7     | Paul will seine Nachbarn leiden sehen. |
| 7     | Beth Young ist die Tochter von Felicia Tilman. |
| 8     | Beth soll durch die Ehe mit Paul dessen Mord an Martha beweisen und zusammen mit Felicia dafür Rache an Paul nehmen. |
| 9     | Paul will, dass sich die Wisteria Lane maßgeblich verändert. |
| 9     | Paul will in der Wisteria Lane eine offene Einrichtung für Sträflinge einrichten. Damit er in der Nachbarschaft die Mehrheit der Stimmen hat, will Paul sämtliche Häuser der Straße kaufen. |
| 10    | Paul bringt Lee dazu, ihm sein Haus zu verkaufen, indem er ihm erzählt, dass Mitzi ihr Haus bereits an ihn verkauft habe und er somit die Mehrheit der Stimmen hätte, womit die Nachbarschaft zerstört wäre. |
| 10    | Durch eine Demonstration, die in Massenpanik ausartet, vollendet Paul seinen Racheplan. |
| 10    | Paul wird von einem Unbekannten angeschossen. |
| 12    | Pauls Sohn Zach schmuggelt den Revolver, mit dem Paul angeschossen wurde, in Brees Haus. |
| 13    | Der Revolver, mit dem Paul angeschossen wurde, ist derselbe, mit dem seine erste Ehefrau Mary Alice sich in der ersten Folge umgebracht hat. |
| 14    | Zach hat Paul angeschossen. |
| 16    | Beth erfährt, dass Paul ihre Tanta Martha tatsächlich umgebracht hat. |
| 16    | Beth erschießt sich. |
| 18    | Felicia zieht in die Wisteria Lane, nachdem man sie aufgrund des Todes ihrer Tochter freigelassen hat. |
| 19    | Karen wusste die ganze Zeit, dass Paul Felicia nicht ermordet hat. |
| 20    | Felicia will Paul vergiften. Dazu hilft sie Susan, die für Paul kocht, und mischt Gift in das Essen, um den Verdacht auf Susan zu lenken. |
| 21    | Paul glaubt, dass Susan ihn vergiftet hat. |
| 22    | Auflösung: Paul Young kehrt in die Wisteria Lane zurück. Er wurde aus dem Gefängnis entlassen, da Felicia Tilman, die ihren Tod nur vorgetäuscht hatte, um Paul ins Gefängnis zu bringen, wegen Geschwindigkeitsüberschreitung von der Polizei angehalten und überprüft wurde. Nachdem Felicia im Gefängnis sitzt, gesteht Paul ihr, den Mord an ihrer Schwester begangen zu haben, allerdings nur mit Lippenbewegungen, so dass nur Felicia es mitbekommt. Zur Verwunderung aller hat Paul auch eine neue Frau: Beth. In Wirklichkeit ist Beth die Tochter von Felicia Tilman, die sie auf Paul angesetzt hat, um sich an ihm zu rächen. Nach und nach entwickelt Beth jedoch Gefühle für Paul, was dazu führt, dass Beth ihre Mutter gegen sich aufbringt. Zurück in seiner alten Straße, sinnt Paul nun auf Rache. Er will ein Zentrum zur Resozialisierung von Häftlingen eröffnen und kauft deswegen Häuser aus der Straße. Dieses Vorgehen stößt bei den restlichen Bewohnern der Wisteria Lane auf große Ablehnung. Schließlich hat Paul genug Häuser gekauft, um seinen Plan umzusetzen. Als er vom Bürgermeister auf Grund besonderer Leistungen ausgezeichnet werden soll, kommt es zu einem Krawall, der in eine Massenpanik ausartet. Am Abend nach dem Krawall wird Paul angeschossen. Es bleibt zunächst unklar, wer der Täter ist. Als Paul im Krankenhaus durch die Polizisten herausfindet, dass Beth die Tochter von Felicia ist, nimmt er zuerst an, dass sie ihn angeschossen hat, und will sich an ihr rächen. Er erkennt jedoch später, dass nicht Beth, sondern sein Sohn Zach ihn verwundet hat. Letztendlich gesteht er Beth, dass er Martha Huber umgebracht hat, doch diese will ihm das nicht glauben. Als Beth später ihre Mutter im Gefängnis besucht, erkennt diese, dass sich Beth in Paul verliebt hat, und verstößt sie. Aus Verzweiflung schießt sich Beth in der Notaufnahme mit einer Pistole in den Kopf und stirbt. Da Beth gestorben ist, wird Felicia aus dem Gefängnis entlassen und sucht nach anderen Möglichkeiten, Paul zu schaden. Zuerst versucht sie sein Vertrauen zu gewinnen, indem sie ihm vorspielt, die Asche von Beth beerdigen zu wollen, indem sie die Asche an einem Ort verstreuen will, wo Beth früher gern war. Allerdings verstreut sie nicht die Asche ihrer Tochter mit Paul, sondern hebt diese in einer Urne auf und redet fortan damit. Ihr neuer Plan ist, Paul zu vergiften. Dazu mischt sie unter die Mahlzeiten, die Susan für Paul kocht, Frostschutzmittel. Nachdem Paul zusammengebrochen ist, erkennt er, dass er vergiftet wurde, und verdächtigt zuerst Susan. Diese kann jedoch mit Mikes Hilfe ihre Unschuld beweisen. Kurz bevor er die Wisteria Lane endgültig verlässt, wird er von Felicia niedergeschlagen. Diese foltert Paul danach, indem sie ihn fesselt und eine Infusion mit Frostschutzmittel legt, welches ihn langsam umbringen soll. Währenddessen gesteht Paul ihr, Martha Huber umgebracht zu haben, ganz zur Freude Felicias, die sein Geständnis auf Band aufnimmt. Susan entdeckt Paul und kann ihn retten. Anschließend würgt Paul Felicia, doch Susan kann ihn überzeugen, sie gehen zu lassen, da sie glaubt, er sei kein Mörder. Als die von Susan gerufene Polizei eintrifft, gesteht Paul den Mord an Martha Huber und wird abgeführt. Felicia indessen ist mit der Asche ihrer Tochter auf der Flucht. Sie stirbt kurz darauf, als sie die Urne umstößt und in einen Lastwagen rast, weil ihr durch die Aufwirbelung der Asche durch die Klimaanlage die Sicht genommen wurde. |

### Flashbacks in der Serie
In der Staffel treten häufig Erinnerungen an früher in Erscheinungen. Neben den erwähnten Flashback-Episoden im Hauptartikel, wo die ganze Folge auf diesen Flashbacks basiert, sind hier alle Flashbacks der siebten Staffel aufgelistet, an die sich die Rollen erinnern. In Flashbacks treten meist auch tote Charaktere als Gastrolle auf.
| Folge | Person           | Erinnerung | Gastrolle                                                          |
| ----- | ---------------- | --- | ------------------------------------------------------------------ |
| 1     | Mary Alice Young | Mary Alice erinnert sich an einen schönen Sommertag mit ihrer Nachbarschaft. Sie denkt daran, wie sie sich wegen Martha Hubers Erpressung umgebracht hat, wie ihr Mann Paul daraufhin Martha Huber umgebracht hat und wie Marthas Schwester Felicia ihre eigene Ermordung vorgetäuscht hat, um Paul ins Gefängnis zu bringen. Felicia wird schließlich von der Polizei entdeckt, muss ins Gefängnis und Paul gelangt in Freiheit.   | Mary Alice Young (†S01) Rex Van de Kamp (†S01) Martha Huber (†S01) |
| 2     | Bree Van de Kamp | Bree denkt daran, wie ihre Großmutter, ihr Pfarrer und ihr Lehrer ihr stets beigebracht haben, dass sexuelles Verlangen schlecht sei. |                                                                    |
| 14    | Paul Young       | Paul denkt daran, wie er Zach an die Welt der leichtlebigen Frauen, des leichtverdienten Geldes und der harten Drogen verloren hat. |                                                                    |
| 14    | Mike Delfino     | Mike denkt daran, wie er Zach einen Besuch abgestattet hat, um ihn um Geld zu bitten. Dort erfährt Zach, dass sein Ziehvater Paul wieder aus dem Gefängnis ist und wird danach verstört. Mike wird nach der Rückblende bewusst, dass Zach Paul angeschossen hat. |                                                                    |
| 19    | Karen McCluskey  | Der Flashback entsteht zeitlich während der Folge 22 aus Staffel 2 Karen denkt daran zurück, wie sie auf Felicia traf, als sie gerade nach Ida Greenbergs Kater Toby gesucht hat. Felicia kam hektisch mit einem Verband um ihre Hand angerannt und bat Karen darum, niemanden davon zu erzählen, dass sie noch leben würde, damit Paul, nachdem er Martha umgebracht hat, für Felicias Tod ins Gefängnis kommt. Karen willigt ein. |                                                                    |

### Todesfälle der Staffel
| Folge | Person          | Art des Todes                       | Handlung |
| ----- | --------------- | ----------------------------------- | --- |
| 14    | Frank Kaminsky  | Herzstillstand nach Überanstrengung | Bei einem Termin für ein Familienfoto stirbt Frank in Lynettes Haus auf ihrer Couch, nachdem er sich durch das Couchverrücken überanstrengt hat. Die Familie muss seinen Leichnam noch bis zum nächsten Tag aufbewahren, da sein Stella begünstigendes Testament erst einen Tag danach rechtskräftig wird.                   |
| 17    | Beth Young      | Kopfschuss                          | Beth erschießt sich im Krankenhaus in Folge 16, da ihr das Leben, nachdem Felicia und Paul sich von ihr abgewendet haben, nicht mehr lebenswert vorkommt und im Krankenhaus Susan dadurch helfen kann, indem sie ihr ihre Niere spendet. In Folge 17 schalten die Ärzte ihre lebenserhaltenden Maßnahmen ab und Beth stirbt. |
| 18    | Dick Barrows    | Nierenversagen                      | Als Bewerber auf eine Nierentransplantation hat Dick es nicht mehr geschafft ohne eine neue Niere weiterzuleben und stirbt im Krankenhaus. |
| 22    | Felicia Tilman  | Autounfall                          | Felicia flieht nach dem misslungenen Mord an Paul mit der Asche ihrer Tochter mit ihrem Auto. Sie stirbt kurz darauf, als sie die Urne umstößt und in einen Lastwagen rast, weil ihr durch die Aufwirbelung der Asche durch die Klimaanlage die Sicht genommen wurde.                                                        |
| 23    | Alejandro Perez | Totschlag                           | Gabrielles Stiefvater Alejandro wird, bei einem Versuch Gabrielle zu vergewaltigen, von Carlos mit einem Kerzenständer im Affekt erschlagen. |